# Fatal Fury (serie)
Fatal Fury (餓狼伝説?, Garō densetsu) è la prima serie di videogiochi picchiaduro 2D creata dalla SNK Playmore per Neo Geo a partire dal 1991. La SNK produsse in seguito altre celebri serie di picchiaduro, mentre prima di Fatal Fury produsse soltanto il titolo singolo Street Smart del 1989.

## Videogiochi

Fatal Fury Special

Terry Bogard è considerato il primo protagonista della serie, l'unico ad apparire come personaggio giocabile in tutti gli episodi della serie.
Diversi personaggi sono inclusi nella serie collettiva di SNK: The King of Fighters, e nella relativa serie 3D Maximum Impact.
La serie di Fatal Fury s'intreccia spesso con quelle di Art of Fighting, The Last Blade e Kizuna Encounter: Super Tag Battle. Il protagonista di Art of Fighting, Ryo Sakazaki, appare in Fatal Fury Special (1993) come personaggio extra, e a sua volta lo storico boss della serie di Fatal Fury, Geese Howard, compare come personaggio extra in Art of Fighting 2 (1994).

## Modalità di gioco
Elementi comuni nella serie di Fatal Fury sono: la caratteristica di suddividere in due o più livelli di profondità il piano di gioco, in questo modo il giocatore può decidere di schivare un attacco passando da un piano all'altro anziché parare il colpo o attaccare da un piano diverso, in Fatal Fury 3 sono stati inseriti tre piani di gioco, mentre in Garou: Mark of the Wolves è presente un solo piano di gioco come nei picchiaduro 2D più “classici”.
Nel tempo vennero implementate nella saga alcune innovazioni come le:
- Desperation Move, mosse speciali che possono creare gravi danni e ridurre notevolmente la salute dell'avversario

- Ring out (in Real Bout), concede di vincere il round buttando fuori dal ring l'avversario.

## Serie
- Fatal Fury (19 novembre 1991)
- Fatal Fury 2 (10 dicembre 1992)
- Fatal Fury Special (16 settembre 1993)
- Fatal Fury 3: Road to the Final Victory (27 marzo 1995)
- Real Bout Fatal Fury (12 dicembre 1995)
- Real Bout Fatal Fury Special (31 dicembre 1996)
- Real Bout Fatal Fury 2: The Newcomers (20 marzo 1998)
- Fatal Fury: Mark of the Wolves (26 novembre 1999)
- Fatal Fury: City of the Wolves (25 aprile 2025) pubblicazione annunciata alla Gamescom 2024.[1]

Spin-off
- Fatal Fury: Wild Ambition (Hyper NeoGeo 64, PlayStation)

- Fatal Fury 1st Contact (Neo Geo Pocket Color)

### Crossover
- Real Bout Fatal Fury Special: Dominated Mind (1998) PlayStation, 3D, Introduce White è un boss ispirato a Alexander DeLarge, Arancia Meccanica.

#### Team Fatal Fury
Terry Bogard, Andy Bogard e Joe Higashi sono presenti e giocabili nei vari episodi di KoF, anche come Team Fatal Fury, Garou, Italy segue un elenco dove si verificano delle eccezioni:
- King of Fighters '99: Team Fatal Fury + Mai Shiranui
- King of Fighters 2000 & 2001: Team Fatal Fury + Blue Mary
- King of Fighters 2003: Terry Bogard; Joe Higashi; Tizoc
- King of Fighters XI: Terry Bogard; Kim Kaphwan; Duck King
- King of Fighters XIV: Team Fatal Fury, DLC: Ryuji Yamazaki; Rock Howard; Blue Mary
- King of Fighters XV: Team Fatal Fury, DLC: Rock Howard; Gato; Jenet Behrn

#### Maximum Impact
Terry Bogard, Rock Howard, Mai Shiranui, in tutti
Kim Kaphwan, Billy Kane, B. Jenet, Nightmare Geese, Lilly Kane, Richard Meyer, da MI2
Blue Mary da MIRegulation A

## Antologie
- Fatal Fury Battle Archives Volume 1 (PlayStation 2, SNK Playmore, 2006) contiene i titoli pubblicati dal '91–'95
- Fatal Fury Battle Archives Volume 2 (PlayStation 2, SNK Playmore, 2007) contiene la trilogia Real Bout

## Episodi con una trama
Non tutti gli episodi di Fatal Fury hanno uno spessore narrativo, alcuni sono dei Dream Match, cioè giochi senza trama in cui appaiono personaggi che nel corso della storyline sono morti. Elenco degli episodi della serie che hanno una trama in base alla loro collocazione nella linea del tempo:
1. Fatal Fury
2. Fatal Fury 2
3. Fatal Fury 3
4. Real Bout Fatal Fury
5. Fatal Fury/Garou: Mark of the Wolves
6. Fatal Fury: City of the Wolves